# Tanna (đảo)
Tanna (đôi khi viết là Tana) là một hòn đảo của Vanuatu. Đảo này dài 40 km (25 dặm) và rộng 19 km (12 dặm) rộng, với tổng diện tích 550 km ² (212 sq mi). Điểm cao nhất của nó là 1084 m (3556 ft) tại đỉnh núi Tukosmera ở phía nam của hòn đảo. Ở phía đông, phía đông bắc của cao điểm, gần bờ biển, là nơi hồ Siwi tọa lạc cho đến giữa tháng 4 năm 2000 khi nào, sau cơn mưa lớn bất thường, hồ nổ tung xuống các thung lũng vào vịnh Sulphur, phá hủy các ngôi làng không có thiệt hại về người. Đây là hòn đảo đông dân nhất trong tỉnh Tafea, với dân số khoảng 20.000 người, và một trong những hòn đảo đông dân hơn trong quốc gia này. Isangel, thủ phủ hành chính tỉnh, trên bờ biển phía tây gần thị trấn lớn nhất của hòn đảo của Lénakel. Núi Yasur là một núi lửa đang hoạt động có thể truy cập mà nằm trên bờ biển phía đông nam.